# Bragasellus comasi
Bragasellus comasi is een pissebed uit de familie Asellidae. De wetenschappelijke naam van de soort is voor het eerst geldig gepubliceerd in 1976 door Henry & Magniez.